# Como vos & yo
Como vos & yo é uma telenovela argentina produzida pela Pol-ka Producciones e exibida pelo Canal 13 entre 20 de julho de 1998 e 17 de dezembro de 1999.

## Elenco
- Claribel Medina - Candela Martínez Godoy
- Esteban Prol - Agustín Scala
- Eleonora Wexler - Valentina Martínez Godoy
- Gerardo Romano - Andrés Dobs
- Raúl Rizzo - Gonzalo Martínez Godoy
- Ana María Picchio - Mónica Algibay